# Церковь Воздвижения Креста Господня (Зельзин)
Церковь Воздвижения Креста Господня (бел. Крыжаўзвіжанская царква) — православный храм в деревне Зельзин Пружанского района Брестской области Белоруссии. Памятник эклектической архитектуры.

## История
Первая деревянная церковь в деревне Зельзин появилась в 1420—1430 годах и, по преданию, была построена неизвестной княгиней, обретшей спасение из болота благодаря оленьему рогу. Новая каменная церковь построена в 1878 году на новом месте — на территории приходского кладбища на западной окраине села. В ней находится рог, с помощью которого была спасена княгиня, и особо почитаемая икона «Божья матерь с дубовыми листьями».
26 октября 1962 года церковь была закрыта. В ней планировалось устроить сельский клуб, однако до того, как в 1963 году пожар уничтожил здание, этого так и не произошло. До 1990-х годов от храма оставались только стены, затем возрождённая православная община восстановила храм, и в 1994 году он был заново освящён. В течение 1995 года была приобретена необходимая утварь и восстановлена часовня в честь святых Виленских мучеников на местном кладбище.

### Настоятели
- Чаплеевский (с 1878)[1]
- Антоний Иоаннович Радкевич (ок. 1900)[1]
- Кирилл Васильевич Турцевич[1]
- Игорь Мрыхин (с 1994)[1]
- Александр Сень (ок. 2008)[2]

## Архитектура

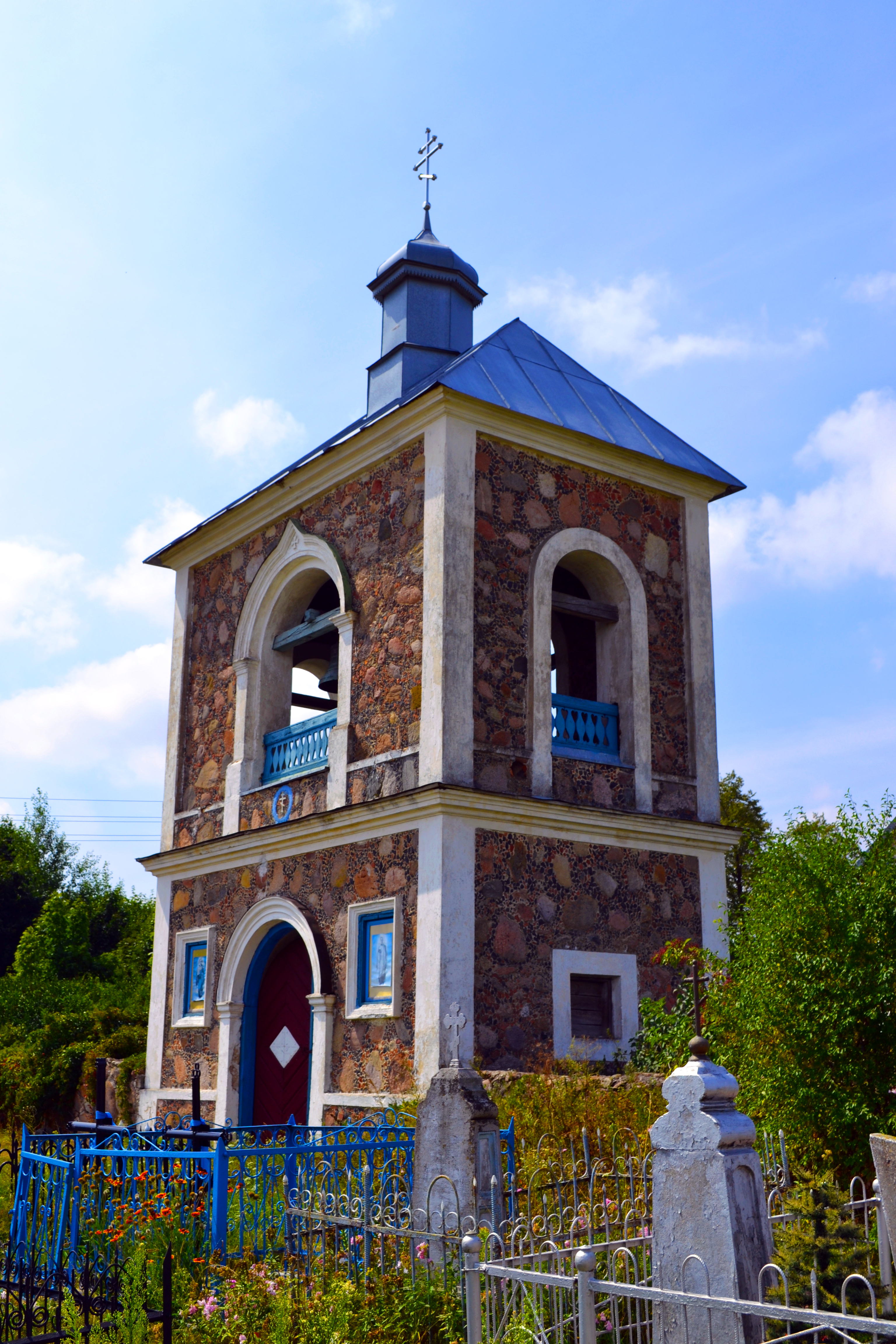
Колокольня

Здание церкви представляет собой прямоугольное здание с апсидой, вытянутое в продольном направлении. Стены каменные, перекрытия деревянные. Крыша двускатная, увенчана луковичной главкой на восьмерике. При входе пристроен деревянный притвор. К апсиде с северной стороны примыкает ризница. Внутри храма находится массивный каменный иконостас. Царские врата и боковые двери обрамлены арками. В оформлении иконостаса использованы фризы, пилястры.
По оси церкви в восточном направлении располагается каменная двухъярусная колокольня. Она является воротами церковного кладбища. Колокол был подарен храму императором Александром II. В 1900 году на средства местного священника построена частовня в честь святых виленских мучеников Антония, Иоанна и Евстафия.